# Felix Vodička
Felix Vodička (11. dubna 1909 Innsbruck – 5. ledna 1974 Praha) byl český literární vědec, historik a vysokoškolský pedagog.

## Život
Po maturitě v roce 1928 nastoupil na Filozofickou fakultu v Praze, kde studoval dějepis, slavistiku a bohemistiku. Mezi jinými navštěvoval přednášky a semináře Josefa Pekaře, Miloše Weingarta, Jana Jakubce, Jana Mukařovského či F. X. Šaldy. Docházel ale i na Přírodovědeckou fakultu. Roku 1933 absolvoval prací Humanismus a renesance v Polsku a o dva roky později získal titul PhDr. na základě práce Béranger a česká literatura (publikované 1935 v Listech filologických pod titulem Ohlas Bérangerovy poezie v české literatuře). V letech 1934–1946 (leden) působil na Jiráskově čs. státním gymnáziu v Praze-Resslově ulici, kde učil češtinu, dějepis, zeměpis a přírodopis. Počínaje rokem 1946 přednášel na FF UK a na PedF UK, kde byl v roce 1947 jmenován nejprve mimořádným a v roce 1949 řádným profesorem. V letech 1949–1950 zde zastával funkci děkana. V roce 1959 přestoupil na FF UK.
V roce 1952 byl jmenován členem korespondentem ČSAV a roku 1956 získal titul DrSc. Od roku 1968 působil jako ředitel Ústavu pro českou literaturu ČSAV, avšak v roce 1970 byl nucen odejít a bylo mu také znemožněno nadále působit na FF UK.
Souběžně s badatelskou a pedagogickou činností se angažoval na budování Památníku národního písemnictví či ve výboru Literárního fondu Svazu čs. spisovatelů.
Felix Vodička je považován za přední osobnost českého strukturalismu. Od konce 30. let se podílel na činnosti Pražského lingvistického kroužku. Ve studii Literární historie, její problémy a úkoly (publikované ve sborníku Čtení o jazyce a poezii, 1942) zformuloval strukturální koncepci literárněhistorické práce. Vycházel z toho, že struktura uměleckého díla jakožto estetického objektu je určována konkrétními historickými podmínkami - jednak na rovině individuální, jednak na rovině dobově společenské. Zvláštní zřetel přitom kladl na to, jak je dílo v tom kterém čase přijímáno, respektive "konkretizováno" (tento pojem přejal Vodička od Romana Ingardena, používá jej ale v posunutém významu) a jak v nových okolnostech nabývá do jisté míry nového charakteru. Toto pojetí už předtím prakticky uplatnil v průkopnické stati Literárněhistorické studium ohlasu literárních děl (Problematika ohlasu Nerudova díla), publikovaném v časopise Slovo a slovesnost v roce 1941.
V roce 1946 získal Vodička na FF UK hodnost docenta za habilitační práci Počátky krásné prózy novočeské (publikována o dva roky později v Melantrichu). Stěžejním termínem, se kterým v textu pracuje, je perioda. Periodou označuje stylotvorný prostředek, jenž vychází z humanistické češtiny a je typický pro určitou etapu české umělecké prózy na přelomu 18. a 19. století. Spojuje přitom přístup literárně historický a literárně teoretický, opíraje se o estetická východiska Jana Mukařovského.
Na uvedený přístup následně navázal z pozic marxistické literární vědy. Kontinuita jeho odborného zájmu je přehledně doložena v knižním souboru studií Struktura vývoje, jenž mapuje období od roku 1941 do roku 1967.
1968 obdržel Vodička cenu nakladatelství Odeon a 1969 Řád práce. V témže roce byl oceněn při příležitosti setkání ke 40 letům od smrti Otokara Březiny, kdy obdržel pamětní medaili ke 100. výročí narození Otokara Březiny.
O dílu Felixe Vodičky byly uspořádány dvě konference: první se konala v roce 1993 pod záštitou Obce spisovatelů, druhá v roce 2004 v ÚČL AV ČR (sb. Felix Vodička 2004).

## Publikace
- Cesty a cíle obrozenské literatury, Praha: Československý spisovatel, 1958, 323 s.
- Literární historie, její problémy a úkoly (in Čtení o jazyce a poesii. sv. 1. / uspořádali Bohuslav Havránek a Jan Mukařovský, Praha: Družstevní práce, 1942, 505 s.; též in Struktura vývoje, Praha: Odeon, 1969, 360 s., doslov Miroslav Červenka; Praha: Dauphin, 1998, 611 s., 2., rozšířené vydání, doslov Miroslav Červenka, ISBN 80-86019-63-2)
- Francouzské impulsy v české literatuře 19. století: rané studie, Praha: Karolinum, 2003, 114 s., ISBN 80-246-0682-8
- Havlíčkův boj veršem a satirou: z cyklu Satira a humor v české literatuře, Praha: Osvěta, 1952, 20 s.,
- Počátky krásné prózy novočeské: příspěvek k literárním dějinám doby Jungmannovy, Praha: Melantrich, 1948, 366 [iv] s.; Jinočany: H & H, 1994, 366 s., ISBN 80-85787-62-8
- Struktura vývoje, Praha: Odeon, 1969, 360 s., doslov Miroslav Červenka; Praha: Dauphin, 1998, 611 s., 2., rozšířené vydání, doslov Miroslav Červenka, ISBN 80-86019-63-2
- Svět literatury I (Napsal autorský kolektiv za vedení Felixe Vodičky: Oldřich Bělič, Bořivoj Borecký, Karel Dvořák, Jan O. Fischer, Eduard Goldstücker, Vladimíř Hořký, Oldřich Král, Mojmír Otruba, Marie Řepková, Zdeněk Stříbrný, František Svejkovský, Jiřina Táborská)  Praha: SPN, 1967, 221 s., 1.vydání; Praha: SPN, 1969, 223 s., 2. vydání; Praha: SPN, 1992, 220 s., ISBN 80-04-25907-3; Praha: Fortuna, 1995, 279 s., 4., upravené vydání, ISBN 80-7168-213-6